# Forklædt som voksen (2005-album)
|  | Forklædt som voksen er også navnet på et album af Kim Larsen & Bellami, se Forklædt som voksen |
Forklædt Som Voksen er et album som er udgivet af Troo.L.S og Orgi-E i 2005. Alle numrene på cd'en, er produceret af Troo.L.S og Rune Rask, for pladeselskabet Tabu Records.

## Nummerliste
1. "F.I.P – Stereo"
2. "Sim Sima"
3. "Go' Morgen Danmark"
4. "Forklædt Som Voksen"
5. "F.I.P.C" (Tabu Rec'z)
6. "Inden Det For Sent"
7. "Dollar Dan$en"
8. "Standby" feat. F.I.P.
9. "Jeg Tør Ikk' Tro"
10. "Rolig – Rolig" feat. Tue Track & Jooks
11. "Vedhvadjegmener?"
12. "Ulven Kommer" feat. Alex
13. "Repeat" (interlude Jeppe Rapp)
14. "Jo Mer"
15. "Inkarneret Part 2" (Bonus Track) feat. L.O.C.)

"Inkarneret Part 2" er et sample af Dr. Dre-sangen "The Watcher"